# 英格伯·侯和麥雅
英格伯·侯和麥雅（Ingeborg J. Hochmair-Desoyer, Dipl.-Ing.Dr.techn.DDr.med.h.c，1953年—）是畢業於维也纳科技大学的電子工程師，和丈夫歐文·侯和麥雅製造了世界上第一個微電子的雙通道電子耳。在1980年和丈夫一起開設醫療器材公司MED-EL，分別擔任執行長及技術長。2013年時和另外二名科學家獲得2013年的拉斯克临床医学研究奖，獲獎原因是因為電子耳的開發。

## 生平
英格伯是於1953年出生於奥地利的維也納，母親是物理學家Elizabeth Desoyer，父親是維也納工業大學機械學院的院長Kurt Desoyer。
英格伯於1971年就讀維也納工業大學電機系，是奧地利第一位獲得電機博士的女性，其學位論文是《Technical realization and psychoacoustic evaluation of a system for multichannel chronic stimulation of the auditory nerve》。
英格伯於1976年至1986年期間，在維也納工業大學的電機工程與電子研究所擔任助理教授，在1979年在史丹佛大學的醫學電子研究所擔任客座副教授。英格伯在1986年搬到奧地利的因斯布鲁克，在因斯布鲁克大学的應用電子物理研究所擔任助理教授及副教授, 英格伯在1998年獲得了維也納工業大學電子研究所的生物工程Univ. Doz.學位。
英格伯在1989年和先生歐文·侯和麥雅成立了電子耳公司MED-EL，她是此公司的執行長以及技術長。

## 研究
侯和麥雅夫婦在1975年在維也納工業大學開始了電子耳的開發，其目的是讓使用者不單只是可以聽到聲音，更可以理解他人說話的內容。他們開發全世界第一個微電子多通道的電子耳。此電子耳包括了很長可彎曲的電極，在當時是第一個將電子信號傳送到聽覺神經的設備，傳送是透過耳蝸，也就是內耳類似蝸牛的結構。之前的電子耳只能提供單一通道的刺激。
1979年時，有一位婦女用改良版的電子耳，在安靜的環境下，不靠讀唇就可以理解別人所說的話。這是現代電子耳發展的一大里程碑。此裝置是第一個真正取代人類感官的裝置。並且這是針對聽力缺損人士的輔具，聽力缺損在全球疾病負擔中排名第六。